# أنطوان جورج
أنطوان جورج (بالفرنسية: Antoine Georges)‏ هو فيزيائي وبروفيسور فرنسي، ولد في 14 أبريل 1961 في باريس في فرنسا.